# Виа Маргутта

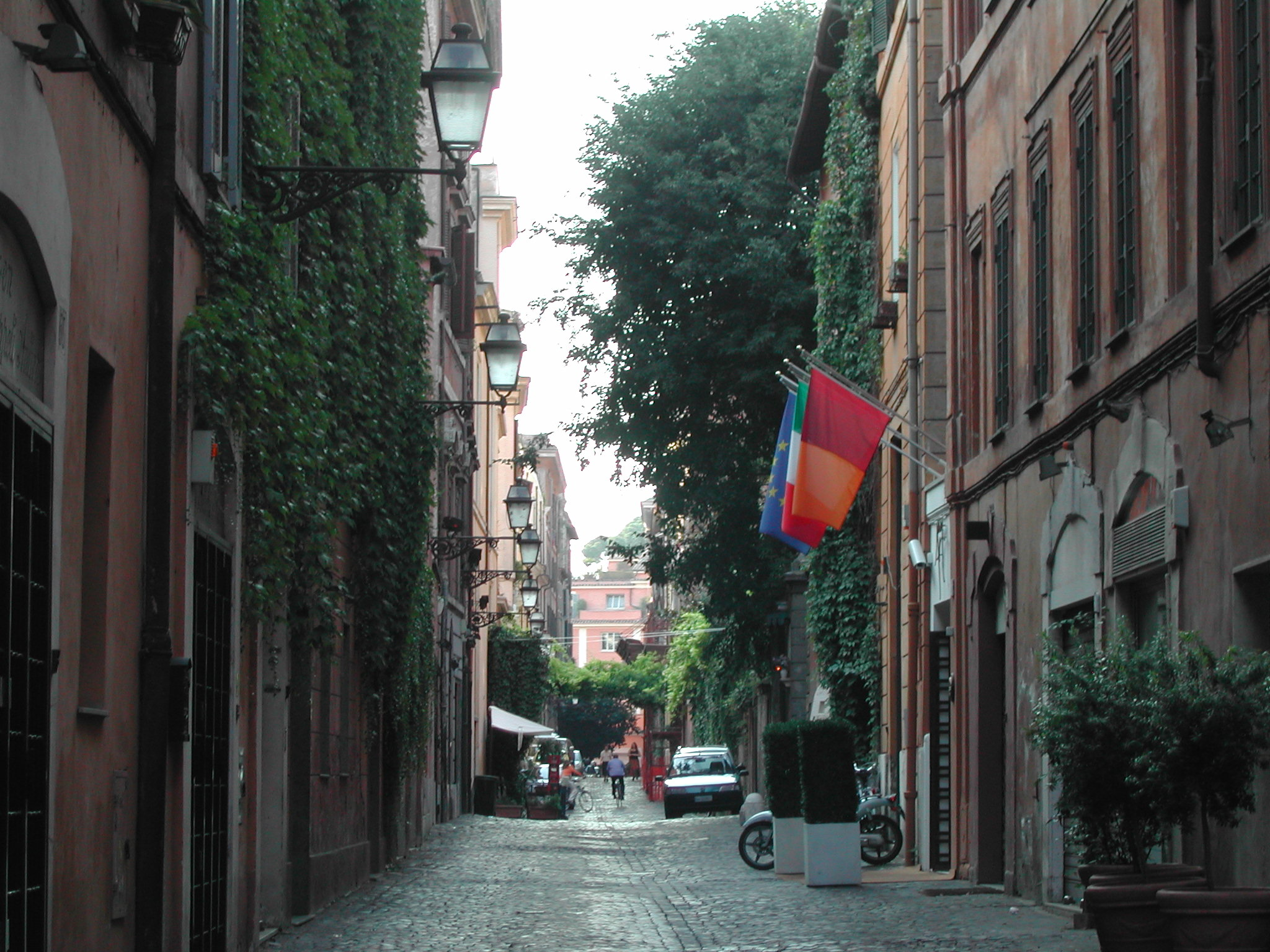
Виа Маргутта

Виа Маргутта (итал. Via Margutta) — небольшая улица в центре Рима, в районе Марсова поля. Расположена параллельно Виа дель Бабуино, идущей от Пьяцца дель Пополо до площади Испании. Ближайшие станции метро — «Фламино — Пьяцца-дель-Пополо» и «Спанья» на линии A.

## Этимология и история

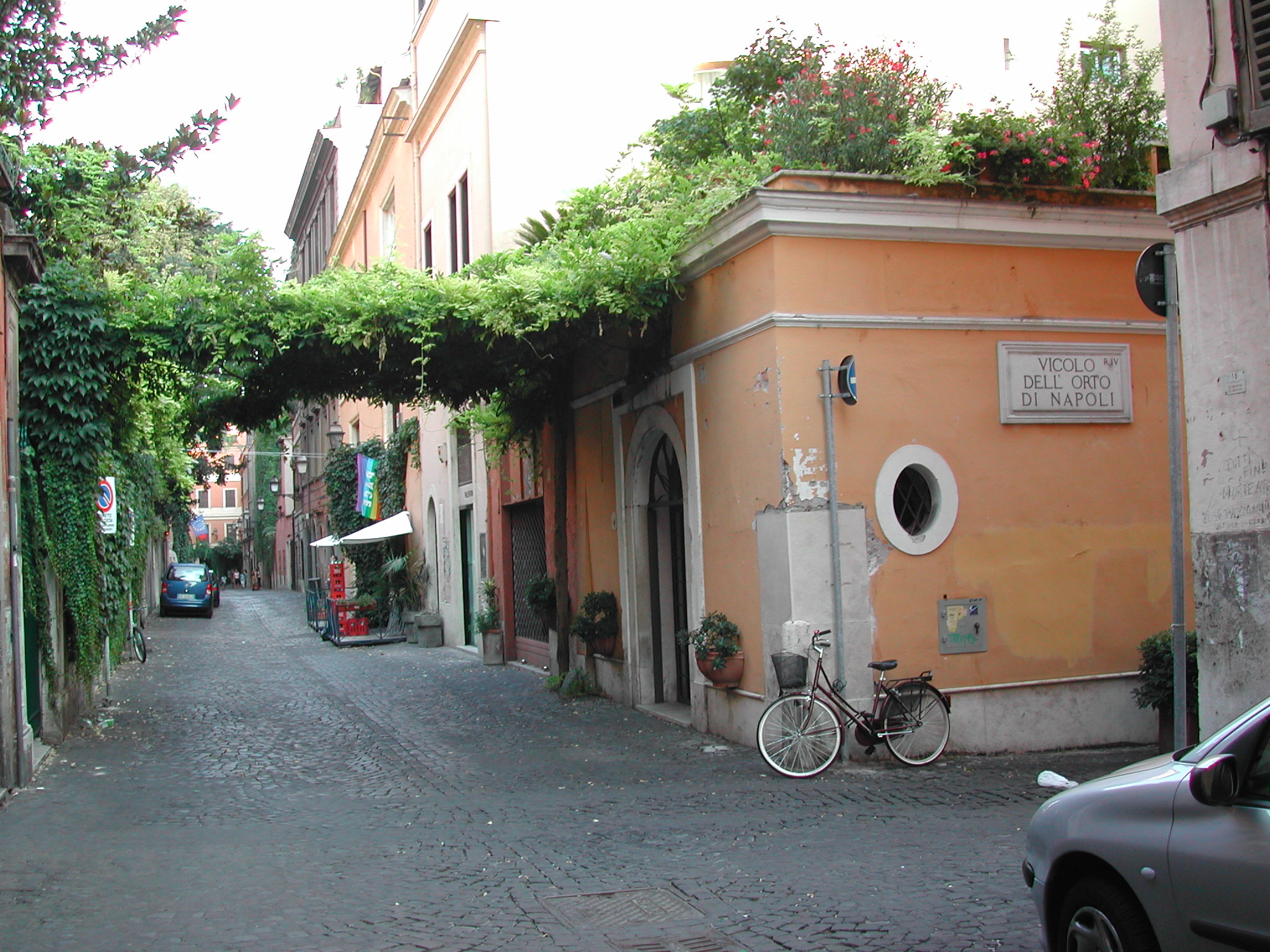
Перекрёсток с Виколо дель’Орто ди Наполи

Этимология имени улицы доподлинно неизвестна. Возможно, название произошло от «Marisgutia» (Goccia di Mare, морская капля) — эвфемизма, обозначавшего ручей на склоне холма Пинчо, который служил сточной канавой для местных жителей. В древности виа Маргутта служила задворками для особняков на параллельной ей виа дель Бабуино. На виа Маргутта располагались лавки ремесленников, конюшни, дома строителей, мраморщиков и кучеров. В средние века здесь начали появляться мастерские художников, в первую очередь иностранцев (фламандцев, немцев), а также иногородних итальянцев. Вскоре конюшни и лавки были вытеснены с улицы. Франческо де Мероде во времена папы Пия IX купил окружающую землю, построил канализацию, выровнял склон и привёл улицу к современному виду. В настоящее время это тихая и спокойная улочка с домами, заросшими виноградником, где не чувствуется шум и смог большого города. Начиная с 1950-х гг., после фильма «Римские каникулы», на виа Маргутта поселилось множество художников, скульпторов, антикваров и известных личностей.

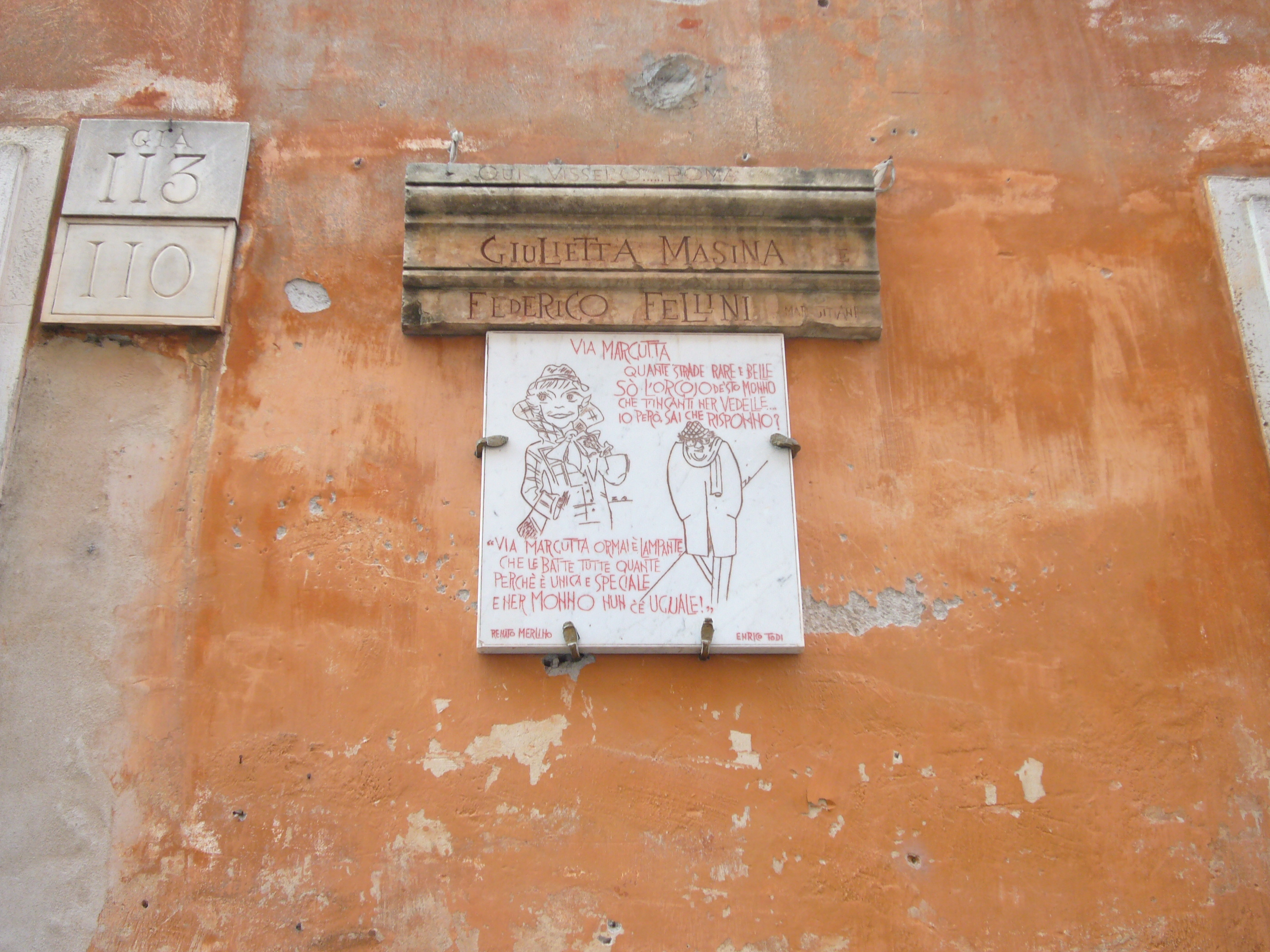
Памятная табличка в честь Ф. Феллини и Дж. Мазины

Здесь жили Федерико Феллини, Джульетта Мазина, Анна Маньяни, Джанни Родари, Афро Базальделла, Джакомо Балла, Джорджо де Кирико, Ренато Гуттузо и многие другие.